# Maximum (Album)
Maximum ist das erste Kollaboalbum der deutschen Rapper KC Rebell und Summer Cem. Es erschien am 16. Juni 2017 über die Labels Banger Musik und Warner Music als Standard- und Deluxe-Edition, inklusive Bonus-EP und Instrumentals.

## Produktion
Das Album wurde u. a. von den Musikproduzenten Juh-Dee, Abaz, X-plosive, Joshimixu und Prodycem produziert.

## Covergestaltung
Das Albumcover zeigt die Motorhaube eines weißen Rolls-Royce. Über dem Bild steht der Titel Maximum und darunter der Schriftzug KC Rebell x Summer Cem in Dunkelblau.

## Gastbeiträge
Lediglich auf drei Liedern treten neben KC Rebell und Summer Cem andere Künstler in Erscheinung. So ist der Sänger Hamza an den Songs Focus und Outta Control beteiligt, während der Sänger Adel Tawil auf dem Track Voll mein Ding zu hören ist.

## Titelliste
| #  | Titel                             | Gastbeiträge | Produktion                     | Länge |
| -- | --------------------------------- | ------------ | ------------------------------ | ----- |
| 1  | Ist es das was ihr wollt (Intro)  |              | Juh-Dee                        | 1:57  |
| 2  | Maximum                           |              | Joshimixu, Juh-Dee             | 3:37  |
| 3  | Focus                             | Hamza        | Hamza, X-plosive, Abaz & Ponko | 3:27  |
| 4  | Nicht jetzt                       |              | Juh-Dee                        | 2:58  |
| 5  | Irgendwo im Schwabenländle (Skit) |              |                                | 1:47  |
| 6  | Pics wie ein Fan                  |              | Joshimixu                      | 3:03  |
| 7  | Outta Control                     | Hamza        | Ponko                          | 4:26  |
| 8  | Murcielago                        |              | X-plosive, Andre, Abaz         | 3:48  |
| 9  | Diese feurige Salsa Dip (Skit)    |              |                                | 1:22  |
| 10 | Tabasco                           |              | Juh-Dee                        | 3:23  |
| 11 | Salut                             |              | Juh-Dee                        | 4:02  |
| 12 | Voll mein Ding                    | Adel Tawil   | Juh-Dee                        | 2:52  |
| 13 | Kafa bir milyon                   |              | Prodycem                       | 3:24  |
| 14 | Du musst mir geben                |              | Juh-Dee                        | 3:37  |
| 15 | Wo ich hin will (Outro)           |              | Prodycem, Joshimixu            | 4:19  |

Optimum-EP der Deluxe-Edition:
| # | Titel              | Gastbeiträge | Produktion | Länge |
| - | ------------------ | ------------ | ---------- | ----- |
| 1 | So vieles noch vor |              | Juh-Dee    | 2:24  |
| 2 | Kontrolle verloren |              | Juh-Dee    | 3:03  |
| 3 | Magnum             |              | Vou, Remoe | 3:24  |
| 4 | 20 Prozent         |              | Illyland   | 3:57  |
| 5 | Nächstes Mal       |              | Juh-Dee    | 2:20  |

+ Instrumentals zu allen Liedern

## Chartplatzierungen und Singles
Maximum stieg am 23. Juni 2017 auf Platz 1 in die deutschen Albumcharts ein und konnte sich 13 Wochen in den Top 100 halten. Auch in Österreich und der Schweiz erreichte das Album die Chartspitze. In den deutschen Album-Jahrescharts 2017 belegte es Platz 40.
Als Singles wurden die Lieder Nicht jetzt (DE #20), Murcielago (DE #14), Tabasco (DE #41), Outta Control (DE #58) und Du musst mir geben ausgekoppelt. Nach Albumveröffentlichung erreichten auch die Songs Voll mein Ding, Maximum, Kafa bir milyon, Pics wie ein Fan und Focus aufgrund hoher Einzeldownloads und Streams die deutschen Singlecharts.

## Rezeption
| Professionelle Bewertungen | Professionelle Bewertungen |
| -------------------------- | -------------------------- |
| Kritiken                   |                            |
| Quelle                     | Bewertung                  |
| laut.de                    | [ 5 ]                      |

Robin Schmidt von laut.de bewertete Maximum mit drei von möglichen fünf Punkten. Es komme „erstaunlich wenig Langeweile beim eigenen Lobgesang von Summer Cem und KC Rebell auf“. Der Großteil der Produktionen würde „gut im Ohr hängen bleiben“ und sei „partytauglich“. Negativ kritisiert wird „der mehrfache Einsatz von Autotune“, besonders der Song Du musst mir geben sei „schlichtweg unhörbar“.